# Göstrings härad
Göstrings härad var ett härad i Östergötland. Häradets område motsvarar delar av Boxholms, Vadstena och Mjölby kommuner. Arealen mätte 815 km², varav land 727 och befolkningen uppgick 1920 till 15 304 invånare. Tingsstället var till 1894 Hogstad, därefter Skänninge för att 1907 flytta till Mjölby.

## Namnet
År 1311 skrevs Gilstrings hæradh. Detta syftar på namnet på en tingsplats, nämligen Gilstringer, vilket torde ha sitt ursprung i ett ånamn på Gelstr-, i betydelsen "ljudande" eller liknande.

## Geografi
Häradet ligger i huvudsak mellan sjöarna Tåkern i norr och Sommen i söder. Den norra, mindre delen präglas av den bördiga Östgötaslätten i nuvarande Mjölby kommun. Längst i nordväst ligger Hovs socken, som ligger i nuvarande Vadstena kommun. De södra delarna av häradet har skogstrakter och bergstrakter mest i Boxholms kommun. Den största orten idag är Boxholm som tidigare var municipalsamhälle.
Häradsområdet omsluter i norr Skänninge stad och sträcker sig från Tåkern mot sydväst utefter Svartån till Sommen och gränsen mot Småland. Längst i söder upplöses bergslandet av Sommens fjärdar och smala vikar i halvöar och öar. Höjderna når över 200 meter över havet. I sydväst avgränsar skogsområdet Hålaveden häradet mot Norra Vedbo härad i Småland.
Göstrings härad avgränsas i norr av Aska och Bobergs härader. I nordväst ligger Dals härad. I sydväst ligger Lysings samt Norra Vedbo härader och i söder ligger Ydre härad. I sydost ligger Kinda härad och i öster Valkebo samt Vifolka härader.

### Socknar
Göstrings härad omfattade följande socknar:
I Mjölby kommun
- Harstads socken uppgick 1892 i Väderstads socken0 (innan dess även del i Lysings härad)
- Högby socken uppgick 1952 i Mjölby stad
- Bjälbo socken uppgick 1952 i Skänninge stad
- Allhelgona socken uppgick 1952 i Skänninge stad (före 1894 även del i Aska härad)
- Järstads socken uppgick 1952 i Skänninge stad
- Appuna socken
- Hogstads socken
- Väderstads socken
- Västra Skrukeby socken uppgick 1890 i Högby socken)

I Boxholms kommun
- Ekeby socken
- Rinna socken
- Åsbo socken
- Blåviks socken (bildades 1880 genom utbrytningar ur Ekeby socken och Torpa socken, dessa senare delar från Ydre härad)
- Malexanders socken (före 1899 även del i Vifolka härad, före 1920 även huvuddelen i Ydre härad)

I Vadstena kommun
- Hov socken (före 1892 även del i Dals härad och Aska härad)

Skänninge stad hade egen jurisdiktion (rådhusrätt) till 1939.

### Tidiga tingsplatser
Enligt ortnamnsforskaren Thorsten Andersson föreligger följande tidiga tingsplatser i Göstrings härad:
A. Kända genom medeltida diplom:
- Hogstad 1354-1458, 1523

B. Kända enligt häradets domböcker:
- Hogstad 1601-1894
- Skänninge (rådhuset) 1895-

## Län, fögderier, tingslag, domsagor och tingsrätter
Socknarna ingick i Östergötlands län. Församlingarna tillhör(de) Linköpings stift.
Häradets socknar hörde till följande fögderier:
- 1720-1899 Lysings, Dals och Aska fögderi för Hovs socken
- 1720-1899 Göstrings och Vifolka fögderi dock ej för Hovs socken
- 1900-1917 Lysings och Göstrings fögderi
- 1918-1990 Mjölby fögderi ej mellan 1946 och 1952 för Allhelgona, Bjälbo, Hov och Järstads socknar och enbart till 1967 för Hovs socken
- 1946-1951 Vadstena fögderi för Allhelgona, Bjälbo, Hov och Järstads socknar
- 1967-1990 Motala fögderi för Hovs socken

Häradets socknar tillhörde följande tingslag, domsagor och tingsrätter:
- 1680-1918 Göstrings tingslag i 
  - 1680-1692 Göstringe härads domsaga
  - 1692-1707 Lysings och Göstrings häraders domsaga
  - 1708-1746 Aska och Göstrings häraders domsaga
  - 1747-1762 Göstrings, Lysings, Dals och Aska härader domsaga
  - 1763-1849 Aska och Göstrings häraders domsaga
  - 1850-1918 Lysings och Göstrings häraders domsaga
- 1919-1923 Lysings och Göstrings tingslag i Lysings och Göstrings domsaga
- 1924-1970 Mjölby domsagas tingslag, från 1939 benämnd Folkungabygdens domsagas tingslag i Mjölby domsaga, från 1939 benämnd Folkungabygdens domsaga
- 1948-1971 Aska, Dals och Bobergs domsagas tingslag för Bjälbo, Allhelgona och Järstads socknar

- 1971-2002 Mjölby tingsrätt och domsaga, före 1975 benämnd Folkungabygdens tingsrätt, dock ej Hovs socken
- 1971-2002 Motala tingsrätt och domsaga för Hovs socken
- 2002- Linköpings tingsrätt och domsaga

## Häradshövdingar
| Ämbetstid | Namn                                    | Levnadstid |
| --------- | --------------------------------------- | ---------- |
| 1344      | Jon Knutsson (Aspenäsätten)             |            |
| 1357      | Sune Hemmingsson (Schack)               |            |
| 1357      | Jöns Götesson (kluven sköld)            |            |
| 1365      | Håkan Algotsson (Algotssönernas ätt)    |            |
| 1374      | Anders (Jakobsson)                      |            |
| 1377–1385 | Påvel Gram                              |            |
| 1399–1421 | Holsten Ingevaldsson (schackspelsrutor) | –1428      |
| 1426–1441 | Erik Ingolfsson                         |            |
| 1446–1458 | Nils Pedersson Upplänning               |            |
| 1526–1528 | Bengt Knutsson (Ulv)                    |            |
| 1532      | Birger Nilsson (Grip)                   | –1565      |
| 1543–1546 | Erik Skrivare i Skänninge               |            |
| 1549      | Arvid Nilsson                           | –1583      |
| 1555      | Peder Ambjörnsson                       |            |
| 1567      | ryttmästaren Nils Tordsson              | –1567      |
| 1568      | fogden Erik Jönsson                     |            |
| 1571      | kamrer Sten Nilsson                     |            |
| 1573–1582 | Anders Grijs                            | –1587      |
| 1583–1596 | Arvid Gustafsson (Stenbock)             | 1541–1609  |
| 1596–1598 | Nils Sting                              | –1606      |
| 1598–1600 | Axel Stensson (Leijonhufvud)            | 1554–1619  |
| 1601–1607 | Johan Oxenstierna                       | –1607      |
| 1608–1611 | Lindorm Ribbing                         | 1569–1627  |
| 1612–1640 | Gabriel Gustafsson Oxenstierna          | 1587–1640  |
| 1642–1653 | Schering Rosenhane                      | 1609–1663  |
| 1653–1655 | Håkan Cederqvist                        | 1615–1655  |
| 1656–1658 | Jakob Lithman                           | 1611–1674  |
| 1659–1661 | Johan Rosenhane                         | 1611–1661  |
| 1663–1665 | Carl Mörner af Tuna                     | 1605–1665  |
| 1665–1689 | Gustaf Persson Banér                    | 1618–1689  |
| 1689–1706 | Nils Åkerman                            | 1639–1706  |
| 1706–1747 | Carl von Rudbeck                        | 1657–1747  |
| 1747–1776 | Israel Trolle                           | 1716–1795  |
| 1776–1793 | Jakob Munthe                            | 1734–1793  |
| 1793–1824 | Nils Bethén                             | 1752–1824  |
| 1824–1849 | Carl Gustaf Bolin                       | 1779–1854  |
| 1850–1860 | Lars Petter Eneqvist                    | 1797–1860  |
| 1860–1880 | Johan Olof Söderholm                    | 1814–1883  |
| 1880–1889 | Simzon Koch                             | 1837–1889  |
| 1890–1905 | Carl Landegren                          | 1850–1905  |
| 1905–1936 | Erik Petersson                          | 1866–1936  |
| 1936–1947 | Alvar Montelius                         | 1880–1949  |
| 1947–1958 | Herbert Fagerström                      | 1892–1967  |
| 1959–1970 | Tage Silfverskiöld                      | 1909–1985  |

## Riksdagsmän
| Ämbetstid | Namn                               | Levnadstid | Övrigt                                         |
| --------- | ---------------------------------- | ---------- | ---------------------------------------------- |
| 1600      | Anders Persson                     |            | Gärdslätt, Rinna socken.                       |
| 1600      | Håkan                              |            | Mjärdevi, Hogstads socken.                     |
| 1617      | Per Larsson                        |            | Rinna, Rinna socken.                           |
| 1624      | Jon Jonsson                        |            | Näsby, Åsbo socken.                            |
| 1638      | Nils Jönsson                       |            | Bleckenstad, Ekeby socken.                     |
| 1640      | Per Karlsson                       |            | Rinna, Rinna socken.                           |
| 1643      | Lars Jönsson                       |            | Väderstad, Väderstads socken.                  |
| 1644      | Nils Jönsson                       |            | Bleckenstad, Ekeby socken.                     |
| 1647      | Jon Björnsson                      |            | Ekeby, Ekeby socken.                           |
| 1649      | Lars Månsson Bock                  |            | Vallsberg, Väderstads socken.                  |
| 1650      | Anders Hansson                     |            | Vallby, Heda socken.                           |
| 1652      | Lars Månsson Bock                  | –1664      | Vallsberg, Harstads socken.                    |
| 1654      | Håkan Ambjörnsson                  |            | Bokö, Stora Åby socken.                        |
| 1655      | Hans Persson                       |            | Lundby, Väderstads socken.                     |
| 1660      | Olof Jönsson                       |            | Ullevi, Järstads socken. Riksdagen i Göteborg. |
| 1660      | Håkan Ambjörnsson                  |            | Bokö, Stora Åby socken. Riksdagen i Stockholm. |
| 1664      | Sven Eriksson                      |            | Hogstad, Hogstads socken.                      |
| 1668      | Bengt Andersson                    |            | Ingabola, Stora Åby socken.                    |
| 1668      | Håkan Ambjörnsson                  |            | Bokö, Stora Åby socken.                        |
| 1675      | Håkan Ambjörnsson                  |            | Bokö, Stora Åby socken.                        |
| 1676      | Olof Jönsson                       |            | Ullevi, Järstads socken.                       |
| 1678      | Olof Jönsson                       |            | Ullevi, Järstads socken.                       |
| 1680      | Anders Svensson                    | Död 1711   | Skeby, Harstads socken.                        |
| 1682      | Per Andersson                      |            | Ryckelsby, Ekeby socken.                       |
| 1686      | Olof Svensson                      |            | Vinnerstad, Vinnerstads socken.                |
| 1689      | Olof Jönsson                       |            | Ullevi, Järstads socken.                       |
| 1697      | Sven Håkansson                     |            | Ramnebo, Rinna socken.                         |
| 1710      | Jöns Persson                       |            | Herrestad, Herrestads socken.                  |
| 1713–1714 | Sven Olofsson                      |            | Ryckelsby, Ekeby socken.                       |
| 1719      | Anders Persson                     |            | Skärstad, Varvs socken.                        |
| 1720      | Sven Olofsson                      |            | Ryckelsby, Ekeby socken.                       |
| 1723      | Jon Andersson                      |            | Östervarv, Varvs socken.                       |
| 1726–1727 | Sven Olofsson                      |            | Ryckelsby, Ekeby socken.                       |
| 1731      | Karl Persson                       |            | Varby, Vinnerstads socken.                     |
| 1734      | Johan Persson                      |            | Uddarp, Järstads socken.                       |
| 1738–1739 | Jon Andersson                      |            | Östervarv, Varvs socken.                       |
| 1740–1741 | Per Svensson                       |            | Bultsbol, Ödeshögs socken.                     |
| 1742–1743 | Per Andersson                      | 1688–1743  | Appuna, Appuna socken.                         |
| 1746–1747 | Lars Larsson Froman                |            | Björnsund, Västra Ny socken.                   |
| 1751–1752 | Lars Karlsson                      |            | Häjla Röks socken.                             |
| 1755–1756 | Nils Nilsson                       |            | Blixtorp, Högby socken.                        |
| 1760–1762 | Nils Persson                       |            | Vilseberga, Rogslösa socken.                   |
| 1765–1766 | Lars Eriksson                      |            | Lagmansberga, Allhelgona socken.               |
| 1769–1770 | Jonas Karlsson                     |            | Nybble, Väderstads socken.                     |
| 1771–1772 | Jonas Karlsson                     |            | Nybble, Väderstads socken.                     |
| 1778–1779 | Nils Olofsson                      |            | Marstad, Bjälbo socken.                        |
| 1786      | Nils Jonsson                       |            | Kolstorp, Hogstads socken.                     |
| 1789      | Lars Bengtsson                     |            | Vinnerstad, Vinnerstads socken.                |
| 1792      | Jöns Håkansson                     |            | Nybble Väderstads socken.                      |
| 1800      | Johan Johansson                    |            | Varby, Vinnerstads socken.                     |
| 1809–1810 | Jöns Nilsson                       |            | Vallsberg, Väderstads socken.                  |
| 1810      | Jöns Nilsson                       |            | Vallsberg, Väderstads socken.                  |
| 1812      | Jöns Nilsson                       |            | Vallsberg, Väderstads socken.                  |
| 1815      | Anders Joachimsson                 |            | Snyttringe, Allhelgona socken.                 |
| 1817–1818 | Anders Joachimsson                 |            | Snyttringe, Allhelgona socken.                 |
| 1823      | Anders Joachimsson                 |            | Snyttringe, Allhelgona socken.                 |
| 1828–1830 | Jakob Petter Andersson i Bocketorp | 1792–1871  | Bocketorp, Hogstads socken.                    |
| 1834–1835 | Lars Jönsson                       |            | Sjuntorp, Bjälbo socken.                       |
| 1840–1841 | Gustav Petersson                   |            | Bosgård, Harstads socken.                      |
| 1844–1845 | Gustav Petersson                   |            | Bosgård, Harstads socken.                      |
| 1847–1848 | Gustav Petersson                   |            | Bosgård, Harstads socken.                      |
| 1850–1851 | Gustav Petersson                   |            | Bosgård, Harstads socken.                      |
| 1853–1854 | Anders Jonsson                     |            | Uppsala, Stora Åby socken.                     |
| 1856–1858 | Per Karl Andersson                 |            | Vistena, Allhelgona socken.                    |
| 1859–1860 | August Anderson i Västanå          | 1817–1883  | Västanå, Hogstads socken.                      |
| 1862–1863 | August Anderson i Västanå          | 1817–1883  | Västanå, Hogstads socken.                      |
| 1865–1866 | August Anderson i Västanå          | 1817–1883  | Västanå, Hogstads socken.                      |